# 38
Il 38 (XXXVIII in numeri romani) è un anno  del I secolo.

## Eventi

### Impero romano
- Caligola fece introdurre una sua statua in tutti i luoghi di culto dell'impero romano, comprese le sinagoghe.
- Apione guida un'ambasceria di Alessandria d'Egitto presso Caligola, allo scopo di lamentarsi degli Ebrei e dei privilegi a loro concessi nella città (Flavio Giuseppe risponde alle sue accuse nel Contro Apione).
- Ad Alessandria d'Egitto scoppia una rivolta anti-ebraica durante la visita del re di Giudea Erode Agrippa (il "Re Erode" degli Atti degli Apostoli).

### Arti e scienze
- Fedro scrive le sue celebri Fabulae.

### Religioni
- Stachys l'Apostolo diventa il secondo Patriarca di Costantinopoli.

## Nati
- Gaio Giulio Archelao Antioco Epifane, principe († 92)
- Drusilla, romana († 79)
- Drusilla di Mauretania, regina numida († 79)
- Lucio Calpurnio Pisone Liciniano, nobile romano († 69)

## Morti
- 10 giugno - Drusilla, nobildonna romana (n. 16)
- Archelao di Cilicia, sovrano
- Aulo Avilio Flacco, politico romano
- Ennia Trasilla, nobildonna romana
- Gaio Pomponio Grecino, magistrato e militare romano
- Marco Porcio Catone, magistrato e senatore romano
- Pitodorida del Ponto, regina romana
- Quinto Nevio Cordo Sutorio Macrone, militare e politico romano (n. 21 a.C.)
- Tiberio Gemello, nobile romano (n. 19)
- Tiberio Giulio Aspurgo, militare e sovrano

## Calendario
| Calendario 38 | Calendario 38 | Calendario 38 | Calendario 38 | Calendario 38 | Calendario 38 | Calendario 38 | Calendario 38 | Calendario 38 | Calendario 38 | Calendario 38 | Calendario 38 | Calendario 38 | Calendario 38 | Calendario 38 | Calendario 38 | Calendario 38 | Calendario 38 | Calendario 38 | Calendario 38 | Calendario 38 | Calendario 38 | Calendario 38 | Calendario 38 | Calendario 38 | Calendario 38 | Calendario 38 | Calendario 38 | Calendario 38 | Calendario 38 | Calendario 38 | Calendario 38 | Calendario 38 |
| ------------- | ------------- | ------------- | ------------- | ------------- | ------------- | ------------- | ------------- | ------------- | ------------- | ------------- | ------------- | ------------- | ------------- | ------------- | ------------- | ------------- | ------------- | ------------- | ------------- | ------------- | ------------- | ------------- | ------------- | ------------- | ------------- | ------------- | ------------- | ------------- | ------------- | ------------- | ------------- | ------------- |
|               | 1             | 2             | 3             | 4             | 5             | 6             | 7             | 8             | 9             | 10            | 11            | 12            | 13            | 14            | 15            | 16            | 17            | 18            | 19            | 20            | 21            | 22            | 23            | 24            | 25            | 26            | 27            | 28            | 29            | 30            | 31            |               |
| Gennaio       | Me            | Gi            | Ve            | Sa            | Do            | Lu            | Ma            | Me            | Gi            | Ve            | Sa            | Do            | Lu            | Ma            | Me            | Gi            | Ve            | Sa            | Do            | Lu            | Ma            | Me            | Gi            | Ve            | Sa            | Do            | Lu            | Ma            | Me            | Gi            | Ve            |               |
| Febbraio      | Sa            | Do            | Lu            | Ma            | Me            | Gi            | Ve            | Sa            | Do            | Lu            | Ma            | Me            | Gi            | Ve            | Sa            | Do            | Lu            | Ma            | Me            | Gi            | Ve            | Sa            | Do            | Lu            | Ma            | Me            | Gi            | Ve            |               |               |               |               |
| Marzo         | Sa            | Do            | Lu            | Ma            | Me            | Gi            | Ve            | Sa            | Do            | Lu            | Ma            | Me            | Gi            | Ve            | Sa            | Do            | Lu            | Ma            | Me            | Gi            | Ve            | Sa            | Do            | Lu            | Ma            | Me            | Gi            | Ve            | Sa            | Do            | Lu            |               |
| Aprile        | Ma            | Me            | Gi            | Ve            | Sa            | Do            | Lu            | Ma            | Me            | Gi            | Ve            | Sa            | Do            | Lu            | Ma            | Me            | Gi            | Ve            | Sa            | Do            | Lu            | Ma            | Me            | Gi            | Ve            | Sa            | Do            | Lu            | Ma            | Me            |               |               |
| Maggio        | Gi            | Ve            | Sa            | Do            | Lu            | Ma            | Me            | Gi            | Ve            | Sa            | Do            | Lu            | Ma            | Me            | Gi            | Ve            | Sa            | Do            | Lu            | Ma            | Me            | Gi            | Ve            | Sa            | Do            | Lu            | Ma            | Me            | Gi            | Ve            | Sa            |               |
| Giugno        | Do            | Lu            | Ma            | Me            | Gi            | Ve            | Sa            | Do            | Lu            | Ma            | Me            | Gi            | Ve            | Sa            | Do            | Lu            | Ma            | Me            | Gi            | Ve            | Sa            | Do            | Lu            | Ma            | Me            | Gi            | Ve            | Sa            | Do            | Lu            |               |               |
| Luglio        | Ma            | Me            | Gi            | Ve            | Sa            | Do            | Lu            | Ma            | Me            | Gi            | Ve            | Sa            | Do            | Lu            | Ma            | Me            | Gi            | Ve            | Sa            | Do            | Lu            | Ma            | Me            | Gi            | Ve            | Sa            | Do            | Lu            | Ma            | Me            | Gi            |               |
| Agosto        | Ve            | Sa            | Do            | Lu            | Ma            | Me            | Gi            | Ve            | Sa            | Do            | Lu            | Ma            | Me            | Gi            | Ve            | Sa            | Do            | Lu            | Ma            | Me            | Gi            | Ve            | Sa            | Do            | Lu            | Ma            | Me            | Gi            | Ve            | Sa            | Do            |               |
| Settembre     | Lu            | Ma            | Me            | Gi            | Ve            | Sa            | Do            | Lu            | Ma            | Me            | Gi            | Ve            | Sa            | Do            | Lu            | Ma            | Me            | Gi            | Ve            | Sa            | Do            | Lu            | Ma            | Me            | Gi            | Ve            | Sa            | Do            | Lu            | Ma            |               |               |
| Ottobre       | Me            | Gi            | Ve            | Sa            | Do            | Lu            | Ma            | Me            | Gi            | Ve            | Sa            | Do            | Lu            | Ma            | Me            | Gi            | Ve            | Sa            | Do            | Lu            | Ma            | Me            | Gi            | Ve            | Sa            | Do            | Lu            | Ma            | Me            | Gi            | Ve            |               |
| Novembre      | Sa            | Do            | Lu            | Ma            | Me            | Gi            | Ve            | Sa            | Do            | Lu            | Ma            | Me            | Gi            | Ve            | Sa            | Do            | Lu            | Ma            | Me            | Gi            | Ve            | Sa            | Do            | Lu            | Ma            | Me            | Gi            | Ve            | Sa            | Do            |               |               |
| Dicembre      | Lu            | Ma            | Me            | Gi            | Ve            | Sa            | Do            | Lu            | Ma            | Me            | Gi            | Ve            | Sa            | Do            | Lu            | Ma            | Me            | Gi            | Ve            | Sa            | Do            | Lu            | Ma            | Me            | Gi            | Ve            | Sa            | Do            | Lu            | Ma            | Me            |               |